# Quesada pasiega
La quesada pasiega es un postre típico de la comarca de los Valles Pasiegos, en Cantabria (España), realizado a partir de cuajo de la leche, mantequilla y azúcar.

## Características
En la preparación se mezclan el azúcar y la mantequilla, y se añade la leche cuajada, el limón y la canela. Seguidamente se incorporan los huevos, batidos. A continuación se añade la harina. Una vez amasado se deposita en moldes de tarta, que se introducen en el horno durante una hora a 180 °C, hasta que se dore su superficie. Se puede servir caliente o frío. Tiene la consistencia del pudin y es de sabor ligeramente dulce.